# John Wick (franchise)
Pour les articles homonymes, voir John Wick.
 Pour plus de détails, voir Fiche technique et Distribution
John Wick est une saga cinématographique américaine principalement composée de 4 films. Ceux-ci sont focalisés sur le personnage éponyme incarné par Keanu Reeves. La franchise comprend aussi un film spin-off réalisé par Len Wiseman et intitulé Ballerina. Ce long métrage est lui centré sur Eve Macarro (Ana de Armas), rôle similaire à Rooney : un autre personnage apparu pour la première fois et furtivement dans John Wick Parabellum sous les traits de la danseuse professionnelle Unity Phelan.
La franchise, déjà déclinée en comics et jeux vidéo, inclut également une série télévisée spin-off intitulée The Continental. Elle montre la jeunesse du personnage de Winston incarné par Ian McShane dans la saga principale.

## Films

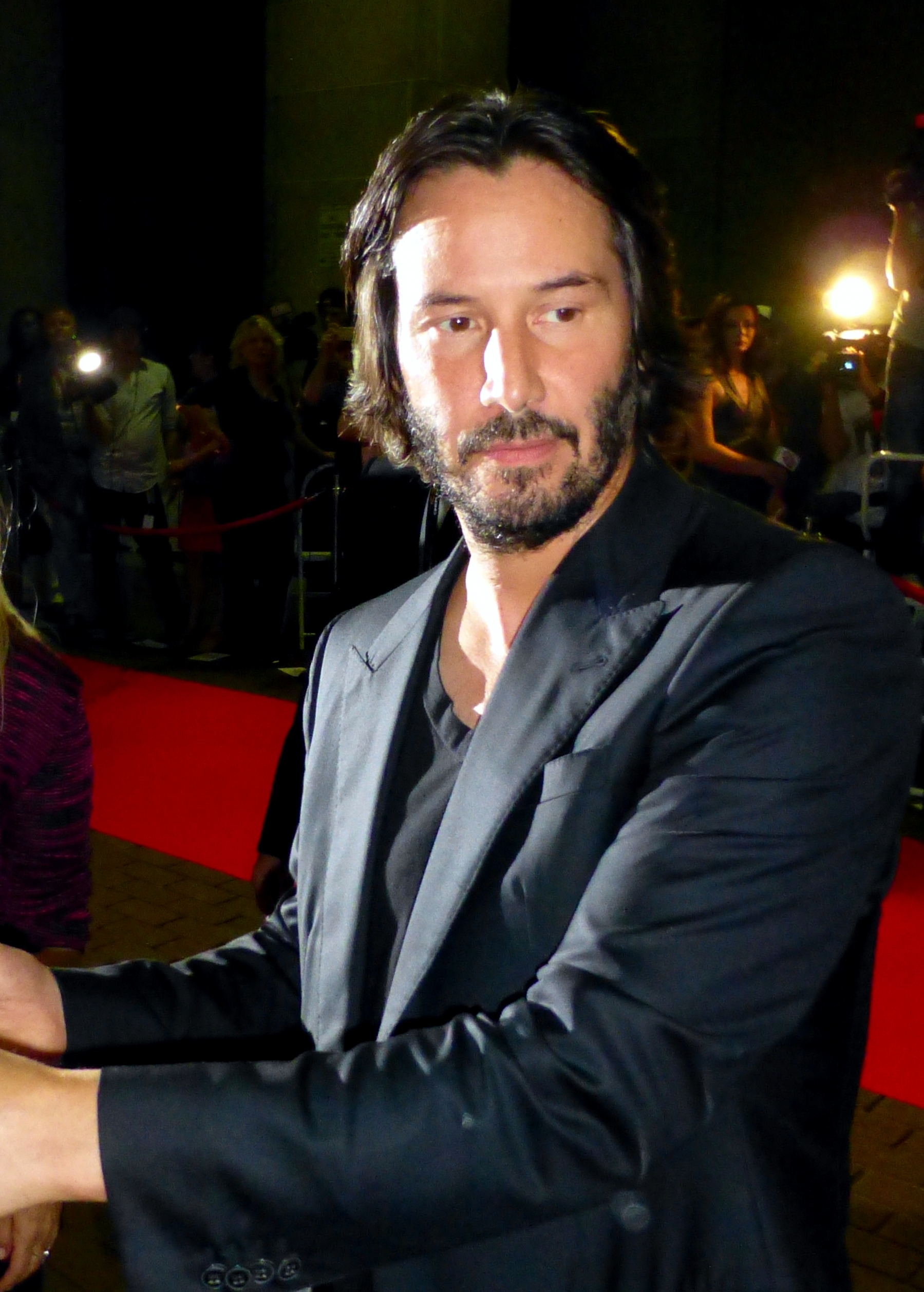
Keanu Reeves, ici en 2013, incarne le rôle-titre dans la tétralogie.

### John Wick(2014)
Ancien tueur à gages, John Wick vient de perdre sa femme Helen des suites d'une longue maladie. Peu après l'enterrement, John reçoit un colis contenant un chiot femelle beagle nommée Daisy et une lettre : il s'agit d'un cadeau posthume de Helen pour l'aider à surmonter sa disparition. John s'attache à Daisy et l'emmène faire un tour à bord de sa Ford Mustang de 1969. Arrêté à une station d'essence pour faire le plein, il rencontre un trio de mafieux russes, dont le meneur, Iosef, intéressé par la voiture, insiste pour que John la lui vende, ce qu'il refuse. Le soir même, il est agressé dans sa maison par Iosef et sa bande, qui volent la Mustang et tuent Daisy. John Wick, poussé à bout par ce meurtre, reprend alors les armes et se lance à la recherche de Iosef, déterminé à abattre tous ceux qui tenteront de l’arrêter.

### John Wick 2(2017)
John Wick pensait pouvoir reprendre sa retraite après avoir liquidé Iosef ; malheureusement, Santino — un ancien associé grâce à qui il avait pu obtenir cette retraite — revient réclamer la dette contractée par John. Ce dernier doit liquider la soeur de Santino, et permettre à ce dernier de prendre sa place à la « Grande Table », une organisation qui rassemble et dirige les familles criminelles de par le monde. Mais après que John a accompli son contrat, Santino le trahit et met un contrat sur sa tête. John devra se frayer un chemin parmi les plus dangereux tueurs du monde pour se débarrasser de Santino.

### John Wick Parabellum(2019)
John Wick est en cavale : il a été excommunié ; autrement dit, il est devenu un paria et une cible pour tous les tueurs du monde car il a enfreint la règle fondamentale interdisant de tuer quelqu'un sur le sol du Continental Hotel. De plus, la victime était membre de la Grande Table, qui a aujourd'hui mis sa tête à prix pour 14 millions de dollars. John peut malgré tout compter sur l'aide de Winston, gérant du Continental, qui lui laisse une heure avant d’être considéré comme banni. John va alors tout faire pour quitter New York en vie et trouver un moyen de mettre fin à son excommunication.

### John Wick: Chapitre 4(2023)
John Wick a survécu à la trahison de Winston, et aidé du Bowery King, se lance dans une insurrection contre la Grande Table afin de se libérer définitivement de son emprise. Mais cette dernière a trouvé un dirigeant puissant en la personne du Marquis de Gramont, qui a reçu carte blanche pour éliminer John Wick par tous les moyens nécessaires et qui n'hésite pas à transformer les alliés et amis de John en ennemis mortels.

### Ballerina(2025)
Une danseuse de ballet nommée Rooney, a été élevée pour devenir tueuse. Le film se déroule pendant John Wick Parabellum, Ballerina suit la vengeance d'Eve Macarro (Ana de Armas) la nouvelle tueuse de l’organisation Ruska Roma.

## Fiche technique
|                               |                               | Films | Films                                    | Films                               | Films                              | Films                            |
| John Wick (2014)              | John Wick 2 (2017)            | John Wick Parabellum (2019) | John Wick : Chapitre 4 (2023)            | Ballerina (2025)                    |                                    |                                  |
| ----------------------------- | ----------------------------- | --- | ---------------------------------------- | ----------------------------------- | ---------------------------------- | -------------------------------- |
| Titre original (si différent) | Titre original (si différent) | | John Wick : Chapter 2                    | John Wick : Chapter 3 – Parabellum  | John Wick : Chapter 4              |                                  |
| Réalisateurs                  | Réalisateurs                  | Chad Stahelski David Leitch (non crédité)                                                                                       | Chad Stahelski                           | Chad Stahelski                      | Chad Stahelski                     | Len Wiseman                      |
| Histoire                      | Scénario                      | Derek Kolstad | Derek Kolstad                            | Derek Kolstad                       | Shay Hatten                        | Shay Hatten                      |
| Histoire                      | Scénario                      | Derek Kolstad | Derek Kolstad                            | Derek Kolstad                       | Michael Finch                      |                                  |
|                               | Scénario                      | |                                          | Shay HattenChris CollinsMarc Abrams |                                    | Emerald Fennell (non créditée)   |
| Producteurs                   | Producteurs                   | Basil Iwanyk | Basil Iwanyk                             | Basil Iwanyk                        | Basil Iwanyk                       | Basil Iwanyk                     |
| Producteurs                   | Producteurs                   | Eva LongoriaMike WitherillDavid Leitch                                                                                          | Erica Lee                                | Erica Lee                           | Erica Lee                          | Erica Lee                        |
| Producteurs                   | Producteurs                   | Eva LongoriaMike WitherillDavid Leitch                                                                                          | Chad Stahelski                           |                                     |                                    |                                  |
| Producteurs exécutifs         | Producteurs exécutifs         | Kevin Frakes | Kevin Frakes                             | Chad Stahelski                      | Keanu Reeves                       | Keanu Reeves                     |
| Producteurs exécutifs         | Producteurs exécutifs         | Erica LeePeter LawsonMike UptonJoseph VincentRaj SinghTara MorossDarren BlumenthalJared Underwood Andrew C. RobinsonSam X. Eyde | David Leitch                             | David Leitch                        | David Leitch                       | Kaley Smalley                    |
| Producteurs exécutifs         | Producteurs exécutifs         | Erica LeePeter LawsonMike UptonJoseph VincentRaj SinghTara MorossDarren BlumenthalJared Underwood Andrew C. RobinsonSam X. Eyde | Robert BernacchiVishal RungtaQiuyun Long | Joby HaroldJeff Waxman              | Henning MolfenterMichael Paseornek | Kaley Smalley                    |
| Compositeurs                  | Compositeurs                  | Tyler Bates Joel J. Richard (it)                                                                                                | Tyler Bates Joel J. Richard (it)         | Tyler Bates Joel J. Richard (it)    | Tyler Bates Joel J. Richard (it)   | Tyler Bates Joel J. Richard (it) |
| Photographie                  | Photographie                  | Jonathan Sela | Dan Laustsen                             | Dan Laustsen                        | Dan Laustsen                       | Romain Lacourbas                 |
| Montage                       | Montage                       | Elísabet Ronaldsdóttir | Evan Schiff                              | Evan Schiff                         | Nathan Orloff                      | Jason Ballantine                 |
| Budget                        | Budget                        | 20 000 000 $ | 40 000 000 $                             | 75 000 000 $                        | 90 000 000 $                       | NC                               |
| Durée                         | Durée                         | 110 minutes | 122 minutes                              | 131 minutes                         | 169 minutes                        | 125 minutes                      |
| Dates de sortie États-Unis    | Dates de sortie États-Unis    | 24 octobre 2014 | 10 février 2017                          | 17 mai 2019                         | 24 mars 2023                       | 6 juin 2025                      |
| Dates de sortie France        | Dates de sortie France        | 29 octobre 2014 | 22 février 2017                          | 22 mai 2019                         | 22 mars 2023                       | 4 juin 2025                      |
| Genres                        | Genres                        | action et thriller | action et thriller                       | action et thriller                  | action et thriller                 | action et thriller               |
| Distributeur États-Unis       | Distributeur États-Unis       | Lionsgate | Lionsgate                                | Lionsgate                           | Lionsgate                          | Lionsgate                        |

## Distribution
| Personnages                                 | Films                                                                           | Films                                                                           | Films                                                                           | Films                                                                           | Films            |
| Personnages                                 | John Wick (2014)                                                                | John Wick 2 (2017)                                                              | John Wick Parabellum (2019)                                                     | John Wick : Chapitre 4 (2023)                                                   | Ballerina (2025) |
| ------------------------------------------- | ------------------------------------------------------------------------------- | ------------------------------------------------------------------------------- | ------------------------------------------------------------------------------- | ------------------------------------------------------------------------------- | ---------------- |
| Jonathan « John » Wick / Jardani Jovonovich | Keanu Reeves                                                                    | Keanu Reeves                                                                    | Keanu Reeves                                                                    | Keanu Reeves                                                                    | Keanu Reeves     |
| Winston Scott                               | Ian McShane                                                                     | Ian McShane                                                                     | Ian McShane                                                                     | Ian McShane                                                                     | Ian McShane      |
| Charon                                      | Lance Reddick                                                                   | Lance Reddick                                                                   | Lance Reddick                                                                   | Lance Reddick                                                                   | Lance Reddick    |
| Helen Wick                                  | Bridget Moynahan (présente en flash-back et/ou photo dans les 3 derniers films) | Bridget Moynahan (présente en flash-back et/ou photo dans les 3 derniers films) | Bridget Moynahan (présente en flash-back et/ou photo dans les 3 derniers films) | Bridget Moynahan (présente en flash-back et/ou photo dans les 3 derniers films) |                  |
| Aurelio                                     | John Leguizamo                                                                  | John Leguizamo                                                                  |                                                                                 |                                                                                 |                  |
| Jimmy                                       | Thomas Sadoski                                                                  | Thomas Sadoski                                                                  |                                                                                 |                                                                                 |                  |
| Marcus                                      | Willem Dafoe                                                                    |                                                                                 |                                                                                 |                                                                                 |                  |
| Viggo Tarasov                               | Michael Nyqvist                                                                 |                                                                                 |                                                                                 |                                                                                 |                  |
| Iosef Tarasov                               | Alfie Allen                                                                     |                                                                                 |                                                                                 |                                                                                 |                  |
| Mme Perkins                                 | Adrianne Palicki                                                                |                                                                                 |                                                                                 |                                                                                 |                  |
| The Bowery King                             |                                                                                 | Laurence Fishburne                                                              | Laurence Fishburne                                                              | Laurence Fishburne                                                              |                  |
| Julius                                      |                                                                                 | Franco Nero                                                                     |                                                                                 |                                                                                 |                  |
| Abram Tarasov                               |                                                                                 | Peter Stormare                                                                  |                                                                                 |                                                                                 |                  |
| Santino D'Antonio                           |                                                                                 | Riccardo Scamarcio                                                              |                                                                                 |                                                                                 |                  |
| Cassian                                     |                                                                                 | Common                                                                          |                                                                                 |                                                                                 |                  |
| Ares                                        |                                                                                 | Ruby Rose                                                                       |                                                                                 |                                                                                 |                  |
| La Directrice Cheffe de la Ruska Roma       |                                                                                 |                                                                                 | Anjelica Huston                                                                 |                                                                                 | Anjelica Huston  |
| Rooney                                      |                                                                                 |                                                                                 | Unity Phelan (en)                                                               |                                                                                 |                  |
| Sofia                                       |                                                                                 |                                                                                 | Halle Berry                                                                     |                                                                                 |                  |
| Berrada                                     |                                                                                 |                                                                                 | Jerome Flynn                                                                    |                                                                                 |                  |
| Le Grand Maître                             |                                                                                 |                                                                                 | Said Taghmaoui                                                                  |                                                                                 |                  |
| L'adjudicatrice                             |                                                                                 |                                                                                 | Asia Kate Dillon                                                                |                                                                                 |                  |
| Zero                                        |                                                                                 |                                                                                 | Mark Dacascos                                                                   |                                                                                 |                  |
| Katia                                       |                                                                                 |                                                                                 |                                                                                 | Natalia Tena                                                                    |                  |
| Akira                                       |                                                                                 |                                                                                 |                                                                                 | Rina Sawayama                                                                   |                  |
| Shimazu                                     |                                                                                 |                                                                                 |                                                                                 | Hiroyuki Sanada                                                                 |                  |
| Caine                                       |                                                                                 |                                                                                 |                                                                                 | Donnie Yen                                                                      |                  |
| Tracker                                     |                                                                                 |                                                                                 |                                                                                 | Shamier Anderson                                                                |                  |
| Marquis de Gramont                          |                                                                                 |                                                                                 |                                                                                 | Bill Skarsgård                                                                  |                  |
| Harbinger                                   |                                                                                 |                                                                                 |                                                                                 | Clancy Brown                                                                    |                  |
| Chidi                                       |                                                                                 |                                                                                 |                                                                                 | Marko Zaror                                                                     |                  |
| Killa                                       |                                                                                 |                                                                                 |                                                                                 | Scott Adkins                                                                    |                  |
| Eve Macarro                                 |                                                                                 |                                                                                 |                                                                                 |                                                                                 | Ana de Armas     |

## Accueil

### Critiques
Sur l'agrégateur américain Rotten Tomatoes, le premier film obtient 86 % d'opinions favorables pour 196 critiques, et une note moyenne de 6,9⁄10. Le consensus global du site met en avant le style du film ainsi qu'un retour très positif de Keanu Reeves au cinéma d'action. Sur le site Metacritic, John Wick décroche une moyenne de 68⁄100 pour 39 critiques. Sur le site français Allociné, qui recense 15 titres de presse, le film obtient une note moyenne de 3.7⁄5.
John Wick 2 obtient quant à lui 90 % de critiques positives sur Rotten Tomatoes, pour 226 avis récoltés et une note moyenne de 7,5⁄10. L'avis général le décrit comme un film qui pousse l'action encore plus loin avec également plus d'humour que son prédécesseur. Sur Metacritic, la suite fait aussi un meilleur score avec une moyenne de 75⁄100 pour 43 critiques. Sur le site français Allociné, qui recense 11 titres de presse, le film obtient une note moyenne de 3.1⁄5.
Dans les pays anglophones, John Wick Parabellum obtient des critiques favorables, obtenant un taux d'approbation de 90 % sur le site Rotten Tomatoes et un score de 73⁄100 sur le site Metacritic
En France, le site Allociné recense une moyenne des critiques presse de 3.5⁄5.

### Box-office
| Films                  | Année | Recettes (en USD)   | Recettes (en USD) | Entrées France | Budget        | Ref(s) |
| Films                  | Année | États-Unis / Canada | Mondial           | Entrées France | Budget        | Ref(s) |
| ---------------------- | ----- | ------------------- | ----------------- | -------------- | ------------- | ------ |
| John Wick              | 2014  | 43 037 835 $        | 86 081 850 $      | 401 448        | 20 000 000 $  | ,      |
| John Wick 2            | 2017  | 92 029 184 $        | 174 348 632 $     | 335 241        | 40 000 000 $  | ,      |
| John Wick Parabellum   | 2019  | 171 015 687 $       | 327 350 400 $     | 842 313        | 75 000 000 $  | ,      |
| John Wick : Chapitre 4 | 2023  | 187 074 946 $       | 431 980 622 $     | 1 054 282      | 100 000 000 $ | ,      |
| Ballerina              | 2025  | NC                  | NC                | NC             | 90 000 000 $  | [ 20 ] |
| Total                  | Total | 492 621 722 $       | 1 017 309 177 $   | 2 629 232      | 325 000 000 $ |        |

## Influences
Chad Stahelski le réalisateur des quatre films cite comme influences des œuvres comme Le Bon, la Brute et le Truand (Sergio Leone, 1966), Le Cercle rouge (Jean-Pierre Melville, 1970), The Killer (John Woo, 1989) ou encore Le Point de non-retour (John Boorman, 1967). Il explique qu'il y a notamment beaucoup d'hommages à ce dernier dans John Wick. Il avoue par ailleurs s'être inspiré visuellement des films de la trilogie de la vengeance de Park Chan-wook (débutée avec Sympathy for Mister Vengeance en 2002) et de The Man from Nowhere (2010) de Lee Jeong-beom pour leur « composition minimaliste et graphique ».
Le scénariste Derek Kolstad cite quant à lui Alistair MacLean et Stephen King comme influences principales, notamment pour le développement des personnages et la création d'un univers fictionnel.

## Œuvres dérivées

### Série télévisée
En juin 2017, il est révélé que le réalisateur Chad Stahelski et le scénariste Derek Kolstad travaillent ensemble à la création d'une série télévisée spin-off pour Lionsgate et intitulée The Continental. Elle se focalisera sur l'hôtel du même nom abritant les tueurs dans les films. Keanu Reeves doit y reprendre son rôle de John Wick,.
En janvier 2018, la diffusion de la série est confirmée sur la chaine payante Starz. Chris Collins (en) en sera le scénariste et show runner, avec David Leitch, Keanu Reeves et Chad Stahelski à la production. Ce dernier réalisera par ailleurs l'épisode pilote.
En octobre 2022, il est annoncé que Prime Video diffusera à partir de 2023 une préquelle de John Wick, The Continental.

### Jeux vidéo
Lionsgate s'associe à Starbreeze Studios pour le jeu de tir à la première personne en réalité virtuelle pour HTC Vive/Steam VR. John Wick Chronicles sort le 9 février 2017,,.
John Wick Hex est un jeu développé par Mike Bithell et publié par Lionsgate Games, sorti le 8 octobre 2019. Le joueur contrôle John Wick dans divers missions. Ian McShane (Winston) et Lance Reddick (Charon) reprennent leurs rôles et Troy Baker interprète Hex.

### Comics
Une série de comics est publiée en 2017 par Dynamite Entertainment, sur un scénario de Greg Pak et des illustrations de Giovanni Vallera.